# Let's Go Quintuplets
Let's Go Quintiplets este un anime. El nombre en España es Los quintillizos. El nombre en América Latina es Problemas Quíntuples.
- Datos: Q704448